# Václav Králík z Buřenic
Václav Gerardův z Buřenic, zvaný Králík (Regulus; kolem 1345 – 12. září 1416) byl český prelát a donátor umění, 28. olomoucký biskup v letech 1413–1416.

## Životopis
Pocházel z nemajetného rodu Vrapických z Buřenic, nižší šlechty v okolí Ledče nad Sázavou. Byl synem Gerarda z Buřenic. Narodil se mezi léty 1340–1350. Přesný rok narození není doložen. Studoval patrně na univerzitě v Římě, protože již roku 1370 se tam stal kaplanem biskupského chrámu Sv. Praxedy (Santa Prassede). Byl mimořádně schopným prelátem a diplomatem. Roku 1380 byl jmenován kanovníkem Královské kapituly na Vyšehradě, v 90. letech 14. století se postupně domohl řady dalších církevních úřadů a obročí. Získával je díky osobním kontaktům: byl přívržencem pražského arcibiskupa Jana z Jenštejna, důvěrným přítelem kardinála Pilea, a především oblíbencem krále Václava IV., jemuž vděčil za svou kariéru. Proto dostal přezdívku Králík (latinsky Regulus).
V letech 1390–1397 byl vyšehradským děkanem. Roku 1393 byl za podporu procesu s Janem Nepomuckým odměněn postem prvního sufragána (pomocného biskupa) pražské arcidiecéze pro západní Čechy. V letech 1396–1416 Byl členem královské rady, od roku 1397 zastával spojený úřad kancléře království českého a vyšehradského probošta, by také královým kaplanem. Papež Bonifác IX. jej 11. dubna 1397 na přímluvu krále jmenoval latinským patriarchou antiochijským a zároveň obdržel doživotně správu kláštera benediktinů v Kladrubech. V letech 1399–1401 byl kanovníkem a držitelem prebendy metropolitní kapituly svatovítské, od roku 1400 arciděkanem přerovským, děkanem v Kroměříži a nejvyšším písařem Království českého. Roku 1401 byl zvolen kanovníkem svatojiřským.
Olomouckým biskupem byl zvolen v roce 1413, ale v Olomouci často nepobýval, dával se zastupovat svým administrátorem. Zdržoval se většinou u královského dvora v Praze, v letech 1397–1412 ve svém proboštském domě na Vyšehradě, a od roku 1413 v biskupských rezidencích, zejména v Melicích u Vyškova, v Modřicích u Brna a v Kroměříži, či v Itálii.
K reformaci církve se Václav Králík na synodě ve Vyškově roku 1413 postavil záporně, když odmítl učení Johna Wycliffa o sedmi svátostech. K Janu Husovi se ovšem choval loajálně a k jeho stoupencům zaujal nerozhodný postoj. Kostnický koncil ho chtěl za netečnost hnát k odpovědnosti. Litomyšlský biskup Jan XII. Železný se chystal podat na biskupa žalobu, avšak Václav mezitím 12. 9. 1416 zemřel, pravděpodobně ve Svitavách.

## Objednavatel výtvarného umění
Václav Králík se zasloužil zejména o výzdobu kapitulního chrámu sv. Petra a Pavla na Vyšehradě. Roku 1397 dal obložit obraz zázračné, tzv. Dešťové Madony Vyšehradské stříbrnými zlacenými štítky se svými erby. Gotická madona a z ní sňatý stříbrný příkrov jsou dnes vystaveny v Národní galerii v Anežském klášteře v Praze.
Roku 1404 dal Králík vyzdobit kaple na jižní straně chrámové lodi Vyšehradské baziliky nástěnnými malbami, jež byly objeveny roku 1886 a bohužel znovu zabíleny. Podle tehdejšího popisu byly nalezeny výjevy Zmrtvýchvstání Krista, mariánské výjevy, sv. Kryštof, sv. Jiří v boji s drakem, sv. Vojtěch a v chóru dokonce iluzivní malba kanovnických lavic. Malbu doprovázely heraldické znaky Václava Králíka s iniciálami "wpa" (Wenceslaus patriarcha Antiochenus)a točenice s iniciálou krále Václava IV.
Další sochy či obrazy světců, jimiž se Králík obklopoval, dal postupně vyobrazit na pět typářů své osobní a úřední pečeti. Objednával si také iluminované rukopisy. Byl zejména ctitelem mariánským.
Biskup Václav dal nákladně vybudoval a vyzdobit také své dvě biskupské rezidence, zejména v Melicích u Vyškova. V souboru archeologických nálezů se dochovaly komorové kachle s Králíkovými heraldickými znaky, z nichž se podařilo rekonstruovat celá kamna.